# Viscount Gormanston
Viscount Gormanston ist ein erblicher britischer Adelstitel in der Peerage of Ireland.
Historischer Familiensitz der Viscounts war bis in die 1940er Jahre Gormanston Castle in Gormanston bei Drogheda im County Meath.

## Verleihung und nachgeordnete Titel
Der Titel wurde am 7. August 1478 für Robert Preston, 4. Baron Gormanston geschaffen. Er hatte bereits 1450 den Titel Baron Gormanston geerbt, der zwischen 1365 und 1370 in der Peerage of Ireland seinem Vorfahren verliehen worden war.
Sein Ur-ur-urenkel, der 6. Viscount, fungierte 1641 und 1642 als General der rebellierenden irischen Katholiken und wurde nach seinem Tod 1643 hierfür geächtet. Die Ächtung wurde 1660 aufgehoben und die Titel zugunsten seines Sohnes als 7. Viscount wiederhergestellt. Dieser war ein Unterstützer König Jakobs II. während der Glorious Revolution und wurde hierfür kurz nach seinem Tod wegen Hochverrats geächtet. Erst 1800 erwirkte sein Ur-urgroßneffe die rückwirkende Aufhebung der Ächtung und Wiederherstellung des Titels für ihn als 12. Viscount.
Dessen Sohn, der 13. Viscount, wurde am 8. Dezember 1868 auch zum Baron Gormanston, of Whitewood in the County of Meath, erhoben. Mit diesem Titel war, im Gegensatz zu den irischen Titeln bis 1999 ein Sitz im britischen House of Lords verbunden.
Heutiger Titelinhaber ist dessen Ur-ur-urenkel Jenico Preston als 17. Viscount.

## Liste der Barone und Viscounts Gormanston

### Barone Gormanston (um 1370)
- Robert Preston, 1. Baron Gormanston († 1396)
- Christopher Preston, 2. Baron Gormanston († 1422)
- Christopher Preston, 3. Baron Gormanston († 1450)
- Robert Preston, 4. Baron Gormanston (1435–1503) (1478 zum Viscount Gormanston erhoben)

### Viscounts Gormanston (1478)
- Robert Preston, 1. Viscount Gormanston (1435–1503)
- William Preston, 2. Viscount Gormanston († 1532)
- Jenico Preston, 3. Viscount Gormanston (1502–1569)
- Christopher Preston, 4. Viscount Gormanston (1546–1599)
- Jenico Preston, 5. Viscount Gormanston (1584–1630)
- Nicholas Preston, 6. Viscount Gormanston (1608–1643) (Titel verwirkt 1643)
- Jenico Preston, 7. Viscount Gormanston († 1691) (Titel wiederhergestellt 1660; Titel verwirkt 1691)
- Jenico Preston, de jure 8. Viscount Gormanston (1640–1700)
- Anthony Preston, de jure 9. Viscount Gormanston († 1716)
- Jenico Preston, de jure 10. Viscount Gormanston (1707–1757)
- Anthony Preston, de jure 11. Viscount Gormanston (1736–1786)
- Jenico Preston, 12. Viscount Gormanston (1775–1860) (Titel wiederhergestellt 1800)
- Edward Preston, 13. Viscount Gormanston (1796–1876)
- Jenico Preston, 14. Viscount Gormanston (1837–1907)
- Jenico Preston, 15. Viscount Gormanston (1879–1925)
- Jenico Preston, 16. Viscount Gormanston (1914–1940)
- Jenico Preston, 17. Viscount Gormanston (* 1939)

Titelerbe (Heir apparent) ist der Sohn des aktuellen Titelinhabers Hon. Jenico Preston (* 1974).